# 盘尾蜂鸟属
盘尾蜂鸟属（学名：Ocreatus）为蜂鸟科的一个属。

## 下属物种
本属包括以下物种：
- 棕靴盘尾蜂鸟 Ocreatus addae (Bourcier, 1846)
- 秘鲁盘尾蜂鸟 Ocreatus peruanus (Gould, 1849)
- 盘尾蜂鸟 Ocreatus underwoodii (R.Lesson, 1832)